# Catedral de Sant Andreu
La Catedral de Sant Andreu va ser, en el seu moment, la més gran i més esplendorosa de tota Escòcia, encara que en l'actualitat només en quedin ruïnes. Està ubicada a la població escocesa de Saint Andrews.

## Història
En 732, Acca de Hexham, després de ser expulsat de Hexham es va endur les relíquies d'Andreu apòstol, després patró d'Escòcia, van ser col·locades en un monestir picte a Kinrymont (l'església de King's Muir), probablement fundat pel rei guerrer picte Óengus I a mitjans del segle VIII. Les relíquies eren tres dits de la ma dreta, l'os d'un braç, una ròtula i una dent.
Després de la creació del Regne d'Alba, Sant Columba va ser superat com a sant principal d'Escòcia per Sant Andreu, que no només apareixia a la Bíblia, sinó que era un apòstol de Jesús. Al segle XI, a mesura que el Regne d'Alba s'expandia per Escòcia, la popularitat de Sant Andreu entre els mecenes reials va augmentar i es va convertir un símbol unificador per a un regne amb devocions a diferents sants i estava lliure de qualsevol taca d'ortodòxia. Reis com Malcolm III d'Escòcia i la seva reina Margarida d'Anglaterra van promoure activament la ciutat de St Andrews, com es coneix ara Kilrymont, com un important centre de pelegrinatge i la seu de l'Església escocesa.
Sobre una zona rocosa, just on avui es troben les ruïnes de la catedral, es va aixecar l'Església de St Mary on the Rocks, la primera de les tres que successivament anirien ocupant aquest lloc. El 1140 una comunitat d'agustins va fundar aquí mateix la seva pròpia església (església de St. Rules), la torre quadrada i aïllada de la qual encara es conserva i que a dia d'avui serveix de mirador. L'any 1160, el Bisbe de Saint Andrew hauria promogut la construcció d'una gran catedral, les ruïnes de la qual són les que avui en dia encara es poden veure.
La construcció va durar prop de 158 anys, fins al 1318, quan la catedral va ser finalment consagrada. Tot i així, l'edifici ha sofert nombrosos canvis, el primer, el 1270, quan el costat oest va ser destruït per una galerna; posteriorment, el 1378, un incendi, que va obligar a la seva reconstrucció; i més endavant, el 1409, una altra tempesta, que va destrossar el costat sud.
Al llarg de la seva història, la catedral ha estat víctima també de moviments socials i religiosos, com ara la Reforma Protestant el segle XVI i la dura reacció de John Knox, la qual cosa va donar lloc al fet que fos semidestruida i pràcticament abandonada. A poc a poc les pedres de la catedral es van anar reutilitzant per a obres civils a la localitat de Saint Andrews. Així, de la catedral, avui només en queda una gran esplanada amb alguns murs dempeus, un dels frontons gairebé complet amb les dues torres als costats, i part del que va ser el claustre, d'estil gòtic.
Gran part del terreny es troba ocupat per un enorme cementiri, on antigues tombes de diverses grandàries i categories es distribueixen lliurement. La torre quadrada de l'antiga església de St. Rule es conserva en relatiu bon estat i es pot visitar, amb vistes del penya-segat i de la costa, com de les pròpies ruïnes de la catedral, de les del proper castell, o de l'actual localitat de Saint Andrews.